# Vermine (jeu de rôle)
Vermine est un jeu de rôle sur table français de science-fiction post-apocalyptique créé par Julien Blondel. Vermine est édité par Le Septième Cercle entre 2004 et 2006. Une seconde édition intitulée Vermine 2047 paraît à partir de 2019 aux éditions Agate Éditions.
De genre post-apocalyptique, le jeu se déroule dans une Europe caractérisée par un Effondrement environnemental et sociétal dans laquelle la « Vermine » (insectes, arachnides, nuisibles, rongeurs, prédateurs, bactéries, etc.) s’est développée et a muté jusqu’à devenir l’une des causes de la disparition quasi-totale de l’humanité. Il n’y a pas une seule cause à l’Effondrement, par exemple une guerre nucléaire, mais une multitude d’événements : attentats, changement climatique, éruptions volcaniques, blackout, pandémies, etc. L’action de la première édition de Vermine se déroule en 2037, celle de la deuxième édition en 2047.

## Histoire éditoriale
Tout d'abord créé pour les éditions de Yeti Entertainment, ce jeu se retrouve sans éditeur à la veille de sa parution lors de la fermeture de celui-ci. Ce n'est qu'en 2004 que le jeu est repris par le 7e cercle. En 2005, on compte plusieurs suppléments au Livre du meneur et au Livre du joueur parus pour ce jeu, dont :
- L'Écran du meneur de jeu (2005) ;
- Parasites et symbiotes (scénarios et aide de jeu, mai 2005) ;
- Prédateur et charognard (scénarios et aide de jeu, décembre 2005) ;
- Rumeurs: 2037 (Supplément de contexte, avril 2006) ;
- Horde et Bâtisseur (prévu pour 2006 — annulé) ;
- Ruche et Solitaire (prévu pour 2006 — annulé) ;
- Horde, Bâtisseur, Ruche et Solitaire (rumeur)[réf. nécessaire].

Le contrat d'édition est cassé avec le 7e cercle en novembre 2006. L'auteur informe cependant la communauté autour du jeu qu'il va mettre tous les livres édités accessibles en fichiers PDF d'ici la fin du premier trimestre 2008.
Le jeu connaît une seconde édition intitulée Vermine 2047 à partir de 2019 chez Agate Éditions. Un premier ouvrage intitulé Kit de survie paraît en 2019 et constitue une version abrégée de la future seconde édition. Un financement participatif est lancé en 2021 pour publier simultanément les trois ouvrages de base de Vermine 2047 – Les Règles, Le Groupe, L’Univers – ainsi qu’un recueil de scénarios, La Route, un deck de cartes Les Rencontres et divers accessoires. Le financement participatif de Vermine 2047 a comme objectif de réunir 20'000 euros et obtient 141'193 euros à sa clôture le 15 avril 2021. Ces ouvrages paraissent en septembre 2023.

## Description du jeu
L’univers de Vermine est post-apocalyptique et en reprend de nombreuses caractéristiques ou thématiques, notamment : survie dans un environnement hostile, communautés isolées souvent repliées sur elles-mêmes, voyage, ressources rares, pillage, maladie, hygiène, famine, absence de sources d’information sûres et prévalence de la rumeur, etc. Vermine se distingue des autres œuvres post-apocalyptiques par un Effondrement n’ayant pas de cause unique, une suprématie de la Vermine ayant fortement muté et ayant développé des caractéristiques « fantastiques » - animaux aux cris imitant les humains pour les attirer, parasites mentaux, gigantisme, intelligence hors norme, monstruosité, etc. – un chamanisme très proche de la magie, des mutations humaines appelées « Adaptation ».
3 Modes de jeu sont proposés, du plus réaliste au plus fantastique : Survie ; Cauchemar ; Apocalypse.
Vermine met particulièrement en avant le concept de Totems, un ensemble de 4 paires antagonistes de totems définissant les types de Vermine ainsi que la psychologie et les « pouvoirs » des personnages. Les 4 paires de Totems sont : Prédateur et Charognard ; Symbiote et Parasite ; Bâtisseur et Horde ; Ruche et Solitaire.
Vermine est un univers de jeu très riche proposant des ambiances allant de l’horreur à la diplomatie en passant par l’onirisme, l’action ou l’exploration. Le jeu peut avoir une dimension politique bien que l’auteur Julien Blondel affirme que « Le jeu de rôle n’est pas forcément un média où j’ai envie de faire passer des messages politiques. Je ne suis pas partisan d’utiliser le jeu pour affirmer mes opinions, les joueurs n’ont pas besoin de moi s’ils sont sensibles à l’écologie ou pas ».

### Récompenses
Vermine a reçu le Grog d'or 2005, décerné par le Guide du Rôliste Galactique.